# كولين براينت
كولين براينت (بالإنجليزية: Cullen Bryant) هو لاعب كرة قدم أمريكية أمريكي، ولد في 20 مايو 1951 في فورت سيل ‏ في الولايات المتحدة، وتوفي في 13 أكتوبر 2009 في كولورادو سبرينغس في الولايات المتحدة.

## وصلات خارجية
- كولين براينت على موقع مرجع كرة القدم المحترفة.كوم (الإنجليزية)